# ميثوبويا (قصيدة)

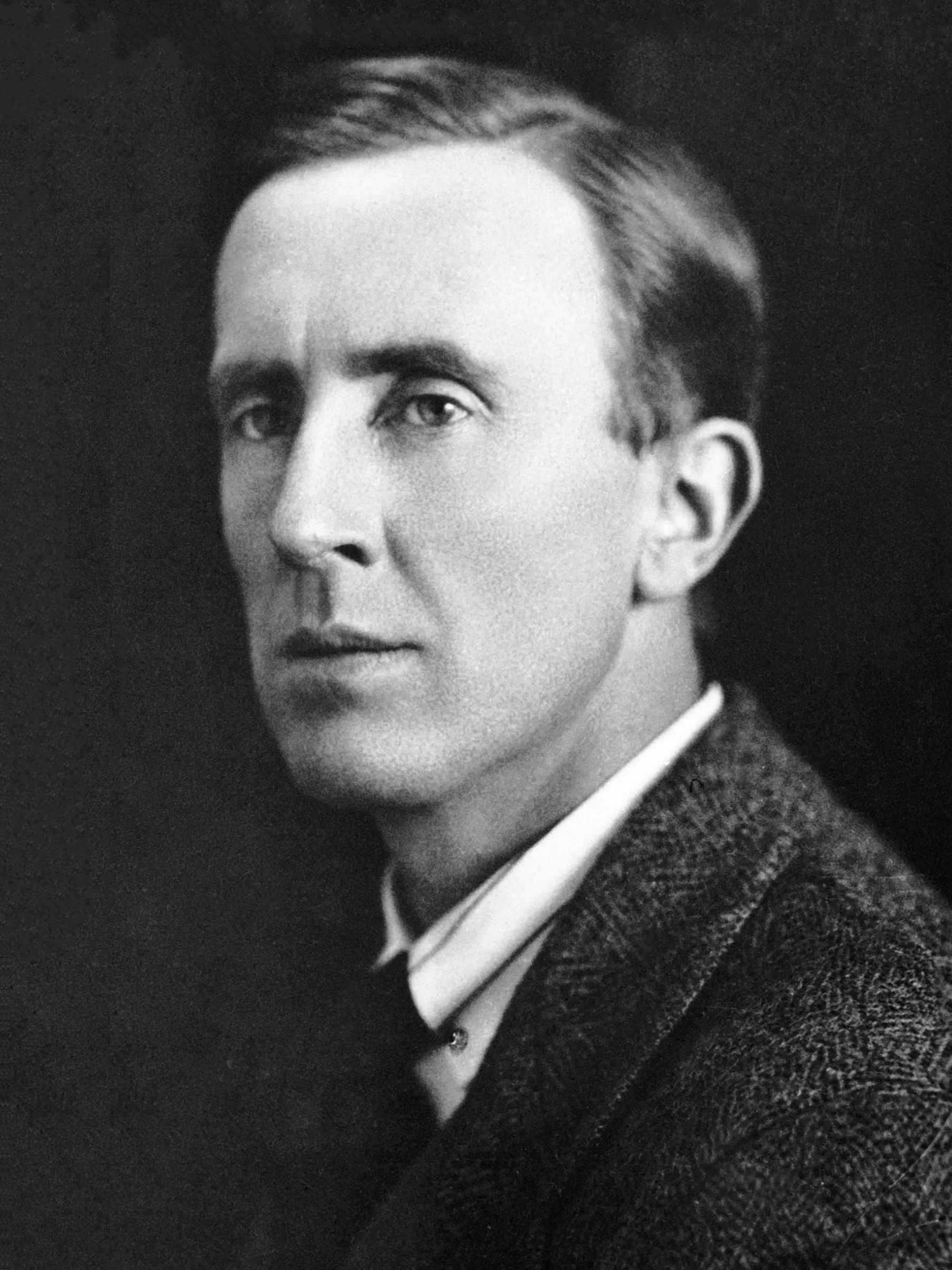
تولكين

ميثوبويا (بالإنجليزية: Mythopoeia)‏ هي قصيدة لجيه آر آر تولكين. إنَّ كلمة «ميثوبويا» تعني (صنع الأساطير) mythos-making أو ابتداع الأساطير، وقد استخدمت -هذه الكلمة- في اللغة الإنجليزية منذ العام 1846 على الأقل.
كتب تولكين ميثوبويا (القصيدة) بعد مناقشة ليلة 19 سبتمبر 1931 في كلية مجدلين في أكسفورد مع سي إس لويس وهوغو دايسون. وقد شرح لويس قصيدة تولكين ودافع عن «صنع الأساطير الإبداعية» أو الميثوبويا. وقد تم حفظ النقاش في كتاب The Inklings بواسطة همفري كاربنتر.